# Campeonato de Fútbol del Guayas 1964
El campeonato de Fútbol del Guayas 1964, más conocido como la Copa de Guayaquil 1964, fue la 14.ª edición de los campeonatos semiprofesionales del Guayas, dicho torneo fue auspiciado por la Asociación del Fútbol del Guayas (ASOGUAYAS), para la edición de ese año la ASOGUAYAS decidió no mandar a sus representantes al Campeonato Ecuatoriano de Fútbol 1964 debido a que querían darle más prioridad al torneo local que al campeonato Nacional, pero se prometió que volverían a participar para el Campeonato Ecuatoriano de Fútbol 1965.
Este fue el primer torneo oficial en el que se enfrentaron en la final Emelec y Barcelona, y fue el único por 50 años, hasta que se enfrentaron en las Finales del Campeonato Ecuatoriano de Fútbol 2014.
Emelec se coronó campeón del Campeonato Profesional de Fútbol del Guayas por cuarta vez.

## Formato del Torneo
El campeonato de Guayaquil se jugara con el formato de 2 etapas y será de la siguiente manera:
Primera Etapa
En la Primera Etapa se jugaran un todos contra todos en encuentros de ida y vuelta los 4 primeros equipos logran clasificarse al cuadrangular final para definir al campeón de la temporada.
Segunda Etapa(Cuadrangular Final)
Se jugaría un cuadrangular con los 4 equipos clasificados en la 1ª fase que se jugaría una sola vuelta, de los cuales si el equipo que repitiera el 1° lugar en ambas etapas sería el campeón, si fuera equipo que lo consiguiera se jugara una 3ª etapa o final.
Tercera Etapa(Final)
Los dos mejores equipos de ambas etapas disputaran un encuentro a doble partido para definir al campeón.

### Equipos
| Equipo        | Ciudad    | Estadio         | Capacidad |
| ------------- | --------- | --------------- | --------- |
| Barcelona     | Guayaquil | Alberto Spencer | 42.000    |
| Emelec        | Guayaquil | Alberto Spencer | 42.000    |
| Patria        | Guayaquil | Alberto Spencer | 42.000    |
| 9 de Octubre  | Guayaquil | Alberto Spencer | 42.000    |
| Everest       | Guayaquil | Alberto Spencer | 42.000    |
| Norte América | Guayaquil | Alberto Spencer | 42.000    |

## Primera Etapa

### Partidos y resultados
| Fecha 1      | Fecha 1   | Fecha 1          |
| Equipo Local | Resultado | Equipo Visitante |
| ------------ | --------- | ---------------- |
| Barcelona    | 3-2       | Patria           |
| Norteamérica | 0-3       | Emelec           |
| Everest      | 1-1       | 9 de Octubre     |

| Fecha 2      | Fecha 2   | Fecha 2          |
| Equipo Local | Resultado | Equipo Visitante |
| ------------ | --------- | ---------------- |
| Barcelona    | 3-0       | Norteamérica     |
| Patria       | 3-1       | Everest          |
| 9 de Octubre | 2-0       | Emelec           |

| Fecha 3      | Fecha 3   | Fecha 3          |
| Equipo Local | Resultado | Equipo Visitante |
| ------------ | --------- | ---------------- |
| Emelec       | 1-0       | Patria           |
| 9 de Octubre | 2-1       | Norteamérica     |
| Everest      | 1-1       | Barcelona        |

| Fecha 4      | Fecha 4   | Fecha 4          |
| Equipo Local | Resultado | Equipo Visitante |
| ------------ | --------- | ---------------- |
| Emelec       | 2-0       | Everest          |
| Patria       | 2-2       | Norteamérica     |
| 9 de Octubre | 2-0       | Barcelona        |

| Fecha 5      | Fecha 5   | Fecha 5          |
| Equipo Local | Resultado | Equipo Visitante |
| ------------ | --------- | ---------------- |
| Emelec       | 2-1       | Barcelona        |
| Patria       | 1-2       | 9 de Octubre     |
| Everest      | 2-1       | Norteamérica     |

| Fecha 6      | Fecha 6   | Fecha 6          |
| Equipo Local | Resultado | Equipo Visitante |
| ------------ | --------- | ---------------- |
| Emelec       | 9-1       | Norteamérica     |
| Patria       | 2-4       | Barcelona        |
| 9 de Octubre | 1-2       | Everest          |

| Fecha 7      | Fecha 7   | Fecha 7          |
| Equipo Local | Resultado | Equipo Visitante |
| ------------ | --------- | ---------------- |
| Emelec       | 4-0       | 9 de Octubre     |
| Norteamérica | 0-3       | Barcelona        |
| Everest      | 1-3       | Patria           |

| Fecha 8      | Fecha 8   | Fecha 8          |
| Equipo Local | Resultado | Equipo Visitante |
| ------------ | --------- | ---------------- |
| Barcelona    | 2-2       | Everest          |
| Patria       | 0-0       | Emelec           |
| Norteamérica | 0-1       | 9 de Octubre     |

| Fecha 9      | Fecha 9   | Fecha 9          |
| Equipo Local | Resultado | Equipo Visitante |
| ------------ | --------- | ---------------- |
| Barcelona    | 1-0       | 9 de Octubre     |
| Everest      | 1-0       | Emelec           |
| Norteamérica | 2-1       | Patria           |

| Fecha 10     | Fecha 10  | Fecha 10         |
| Equipo Local | Resultado | Equipo Visitante |
| ------------ | --------- | ---------------- |
| Barcelona    | 0-0       | Emelec           |
| 9 de Octubre | 2-2       | Patria           |
| Norteamérica | 0-9       | Everest          |

### Tabla de posiciones
| Pos | Equipo        | Pts | PJ | PG | PE | PP | GF | GC | Dif |
| --- | ------------- | --- | -- | -- | -- | -- | -- | -- | --- |
| 1º  | Emelec        | 14  | 10 | 6  | 2  | 2  | 21 | 4  | +17 |
| 2º  | Barcelona     | 13  | 10 | 5  | 3  | 2  | 19 | 11 | +8  |
| 3º  | 9 de Octubre  | 12  | 10 | 5  | 2  | 3  | 13 | 10 | +3  |
| 4º  | Everest       | 11  | 10 | 4  | 3  | 3  | 19 | 14 | +5  |
| 5º  | Patria        | 8   | 10 | 3  | 2  | 5  | 15 | 18 | -3  |
| 6º  | Norte América | 3   | 10 | 1  | 1  | 8  | 7  | 27 | -20 |

 Pts=Puntos; PJ=Partidos jugados; G=Partidos ganados; E=Partidos empatados; P=Partidos perdidos; GF=Goles a favor; GC=Goles en contra; Dif=Diferencia de gol
|  | Clasificaron al Cuadrangular Final |

## Cuadrangular Final

### Partidos y resultados
| Fecha 1      | Fecha 1   | Fecha 1          |
| Equipo Local | Resultado | Equipo Visitante |
| ------------ | --------- | ---------------- |
| 9 de Octubre | 2-1       | Emelec           |
| Everest      | 1-0       | Barcelona        |

| Fecha 2      | Fecha 2   | Fecha 2          |
| Equipo Local | Resultado | Equipo Visitante |
| ------------ | --------- | ---------------- |
| Barcelona    | 2-0       | 9 de Octubre     |
| Emelec       | 5-0       | Everest          |

| Fecha 3      | Fecha 3   | Fecha 3          |
| Equipo Local | Resultado | Equipo Visitante |
| ------------ | --------- | ---------------- |
| Barcelona    | 1-0       | Emelec           |
| 9 de Octubre | 2-0       | Everest          |

### Tabla de posiciones
| Pos | Equipo       | Pts | PJ | PG | PE | PP | GF | GC | Dif |
| --- | ------------ | --- | -- | -- | -- | -- | -- | -- | --- |
| 1º  | Barcelona    | 17  | 13 | 7  | 3  | 3  | 21 | 14 | +7  |
| 2º  | Emelec       | 16  | 13 | 7  | 2  | 4  | 27 | 7  | +20 |
| 3º  | 9 de Octubre | 16  | 13 | 7  | 2  | 4  | 17 | 13 | +4  |
| 4º  | Everest      | 13  | 13 | 5  | 3  | 5  | 20 | 21 | -5  |

 Pts=Puntos; PJ=Partidos jugados; G=Partidos ganados; E=Partidos empatados; P=Partidos perdidos; GF=Goles a favor; GC=Goles en contra; Dif=Diferencia de gol; PB=Puntos de bonificación
|  | Disputaron el Título. |

## Final

### Ida
| 15 de noviembre de 1964 | Emelec      | 1:0 | Barcelona | Modelo, Guayaquil |  |
|                         | Rubén Baldi |     |           |                   |  |

### Vuelta
| 22 de noviembre de 1964 | Barcelona | 0:0 | Emelec | Modelo, Guayaquil |  |

## Campeón
|                            |
| Campeón Emelec 4.to Título |